# Rödsten
För andra betydelser, se Rödsten (olika betydelser)

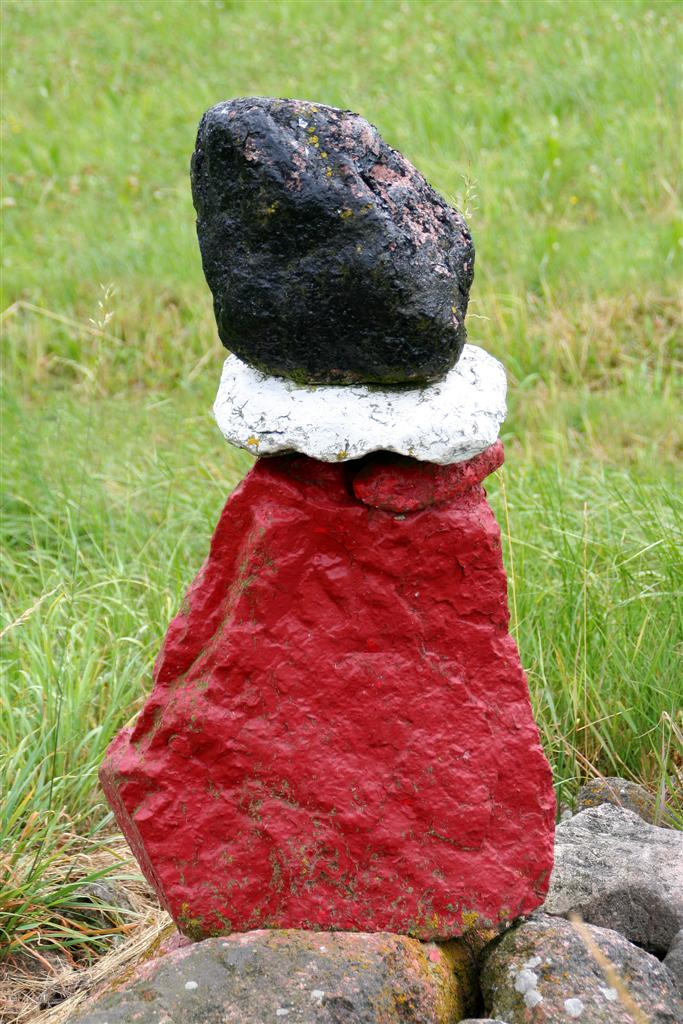
Rödsten.

Rödsten, Rösten, Rögubben eller Rödstensgubben, är ett fallosliknande stenarrangemang som är förknippat med flera sägner. Den är belägen 10 km nordväst om Åtvidaberg, strax söder om Grebo, på en åker väster om väg 35.
Underst är en bas, på den en rödmålad sten, på denna en mindre vitmålad, och överst en svartmålad. Arrangemanget omges av ett röse, möjligen ett gravröse. Äldsta belägg är från 1360 då Arvid i Rödsten var kyrkvärd. Under slutet av 1600-talet var gården Rödsten kaptensboställe.
Rödsten saknar idag motsvarighet i Sverige. Troligen är den den sista av många som förekommit i den fruktbarhetskult till guden Frejs ära, som förekom i landet innan landets kristnande. Kanske beströks den med blod som i Adam av Bremens skildring av offren i Uppsala (1070-talet).
En sägen gör gällande att stenarna måste målas när ladugården målas om, annars brinner ladugården ner. Detta skedde också 1920, vilket tillskrevs Rödstensgubben.
I september 2006 stals stenarna, men återfanns efter några dagar i Västervik.